# King Arthur (Film)
King Arthur ist ein Abenteuerfilm mit Elementen des Historienfilms aus dem Jahr 2004 von Regisseur Antoine Fuqua. Der Spielfilm ist eine Neuinterpretation der Geschichten um die Ritter der Tafelrunde mit ihrem Anführer König Artus.

## Handlung
452 n. Chr.: In der Steppe (heutige Ukraine) wird ein junger Sarmate namens Lancelot von römischen Soldaten zum 15-jährigen Truppendienst abgeholt, zu dem die Männer seines Volkes nach ihrer Unterwerfung durch das Römische Reich verpflichtet sind. Er wird am 120 km langen Hadrianswall stationiert, um die römische Provinz Britannia vor keltischen Überfällen aus dem Norden zu schützen. Sein Befehlshaber ist der Römer Artorius Castus bzw. Arthur, der als Sohn eines römischen Offiziers und einer Britin von seinem christlichen Mentor Pelagius zum Glauben an Freiheit und Gleichheit der Menschen erzogen wurde.
15 Jahre später geht für die letzten sechs verbliebenen sarmatischen Reiter – Lancelot, Galahad, Gawain, Tristan, Bors und Dagonet der Truppendienst am Hadrianswall zu Ende. Sie warten auf die römischen Freibriefe für ihre monatelange Rückreise zum Siedlungsgebiet ihres Volkes am Schwarzen Meer.
Der aus Rom ankommende Bischof Germanius, ein früherer General, hat diese Papiere dabei – allerdings auch eine letzte Mission für die kleine Truppe unter ihrem Kommandanten Artorius: Der römische Bischof (Papst) höchstpersönlich beauftragt sie, sein Patenkind und möglichen Erben Alecto aus dem Feindesland im Norden zurück hinter den Hadrianswall zu bringen. Von Germanius erfahren die Ritter auch, dass ein großes Heer der Sachsen im Norden gelandet ist und mordend und plündernd zum Wall vordringt und dass die Römer sich entschlossen haben, ihre Truppen kampflos aus Britannien abzuziehen.
Ihr Auftrag führt die sieben Reiter mitten zwischen die britannischen Rebellen, Pikten und Kelten unter ihrem Anführer Merlin und das vorrückende Sachsenheer unter König Cerdic. Alectos Vater, Marius Honorius, muss zum Mitkommen gezwungen werden. Darüber hinaus befreien die Reiter Sklaven sowie einen kleinen Jungen namens Lucan und die Keltin Guinevere. Auf dem Weg zum Hadrianswall verliebt sich Lancelot in Guinevere, fühlt sich aber von ihr abgewiesen. Honorius wagt während eines Nachtlagers einen Putschversuch, wird dabei aber getötet. In einer Nacht lockt Guinevere Arthur zu Merlin. Dieser will erreichen, dass Arthur das Oberkommando über die Armee der Kelten und Pikten übernimmt, aber Arthur geht zurück zu seinem Lager. Arthur erfährt kurz darauf von Alecto, dass sein Mentor Pelagius einst auf Germanius’ Betreiben ermordet wurde. Die Reiter müssen sich der herannahenden sächsischen Vorhut zu einem ersten Gefecht stellen, um die Zivilisten in Sicherheit bringen zu können. Dabei locken sie die Sachsen auf einen zugefrorenen See, dessen Eis aber nicht bricht. Dagonet opfert sich, indem er auf die Sachsen zuläuft und das Eis aufhackt, wodurch ein Großteil der Sachsen im eiskalten Wasser ertrinkt.
Arthur findet sich nun dazu bereit, die Armee der Kelten und Pikten gegen die Sachsen zu führen und entwirft einen Schlachtplan. Es folgt eine Liebesnacht mit Guinevere, am nächsten Tag ist sie Mitkämpferin im Piktenheer. Die fünf verbliebenen Reiter, eigentlich schon im Abzug begriffen, drehen um und schließen sich Arthur an. In der Schlacht von Badon Hill fallen die beiden Anführer der Sachsen sowie Tristan und Lancelot. Am Ende aber steht der Sieg der Pikten, die Völkervereinigung und eine Hochzeit zwischen Guinevere und Arthur, der der neue Anführer der Briten gegen die Sachsen wird.

## Entstehung und Veröffentlichung
| Figur             | Darsteller          | Deutscher Sprecher |
| ----------------- | ------------------- | ------------------ |
| Arthur / Artus    | Clive Owen          | Tom Vogt           |
| Guinevere         | Keira Knightley     | Anke Kortemeier    |
| Lancelot          | Ioan Gruffudd       | Philipp Moog       |
| Merlin            | Stephen Dillane     | Fred Maire         |
| Cerdic            | Stellan Skarsgård   | Michael Mendl      |
| Bors              | Ray Winstone        | Holger Schwiers    |
| Galahad           | Hugh Dancy          | Markus Pfeiffer    |
| Cynric            | Til Schweiger       | Til Schweiger      |
| Tristan           | Mads Mikkelsen      | Matthias Klie      |
| Dagonet           | Ray Stevenson       | Thorsten Nindel    |
| Marius Honorius   | Ken Stott           | Dieter Memel       |
| Ganis             | Charlie Creed-Miles | Tobias Lelle       |
| Gawain            | Joel Edgerton       | Pascal Breuer      |
| Jols              | Sean Gilder         |                    |
| Bischof Germanius | Ivano Marescotti    | Bert Franzke       |
| Alecto            | Lorenzo De Angelis  | Roman Wolko        |

Der Hadrianswall als Hauptschauplatz des Films wurde auf einer Länge von einem Kilometer von 250 Arbeitern in viereinhalb Monaten am Drehort in Irland rekonstruiert. Das im Film gezeigte Fort am Wall ist dem historischen römischen Vindolanda (ab 122 n. Chr.) im nordenglischen Chesterholm nachempfunden. Die Pikten bezeichnet man im Englischen als Picts. Im Film werden sie stattdessen Woads genannt. In der deutschen Synchronisation wurde die Wortschöpfung nicht übernommen, sondern die korrekte Bezeichnung Pikten verwendet. Die deutsche Synchronisation erstellte die FFS Film- & Fernseh-Synchron GmbH, München. Dialogregie führte Benedikt Rabanus. Das Dialogbuch stammt von Cornelius Frommann und Benedikt Rabanus. Die Filmmusik komponierte Hans Zimmer, der Titel Tell me now (what you see) entstand in Zusammenarbeit mit Moya Brennan. Der Soundtrack zum Film enthält folgende Titel:
1. Tell me now (what you see)
2. Woad to ruin
3. Do you think I’m Saxon?
4. Hold the ice
5. Another brick in Hadrian’s Wall
6. Budget meeting
7. All of them!

Der Film wurde ursprünglich für die Altersfreigabe R-rated (Jugendliche nur in Begleitung eines Erwachsenen) konzipiert und gedreht. Die Disney-Studios verlangten dann jedoch eine Änderung der Altersfreigabe auf PG-13 (Jugendliche ab 13 Jahren), was neben gekürzten und geänderten Szenen auch zur Folge hatte, dass bei sämtlichen Kampfszenen die Blutspritzer in einem zweimonatigen Prozess digital entfernt werden mussten. Im Nachhinein wurde ein Director’s Cut mit 15 Minuten mehr Filmmaterial veröffentlicht. Dieser erhielt eine FSK-Freigabe ab 16 Jahren, da die Gewaltszenen ungekürzt sind und Blutspritzer in dieser Fassung nicht wegretuschiert wurden.
In den USA wurde das in anderen Ländern unveränderte Kinoplakat retuschiert und die Brüste von Keira Knightley vergrößert. Das retuschierte Bild wurde auch für die deutsche DVD-Hülle verwendet. Kinostart in den USA war am 7. Juli 2004, in Deutschland am 19. August 2004. Einem geschätzten Budget zwischen 90 und 120 Millionen US-Dollar standen Kinoeinnahmen von weltweit rund 203 Millionen US-Dollar gegenüber, davon rund 52 Millionen US-Dollar in den USA.

## Historische Bezüge
Der Film beansprucht, einige bisher weniger bekannte Einflüsse vorzustellen, die zur Artus-Legende beigetragen haben könnten, besonders die sogenannte „Sarmaten-Connection“. Dazu wurden verschiedene Themen und Ereignisse der Jahre 410, 440 und 476 zusammengelegt und mit der historischen Figur des Lucius Artorius Castus, der etwa 250 Jahre früher lebte, vermengt. Der Film weicht in zahlreichen Punkten massiv von den gesicherten historischen Ereignissen ab und ist daher als kontrafaktischer Historienfilm bzw. pseudohistorischer Abenteuerfilm zu verstehen.
Roms Truppenabzug aus der Provinz Britannia war bereits 410 abgeschlossen, als der Hadrianswall aufgegeben wurde. Der Papst spielte 467 noch keine tragende Rolle im zerfallenden Weströmischen Reich, er besaß weder großen politischen noch gar militärischen Einfluss.
Die Sachsen, die im Film zu Tausenden nördlich des Hadrianswalls landen, hatten bereits vor 467 südlich des Walls ihr eigenes Reich von Wessex errichtet. Die Ankunft der Sachsen bzw. Angelsachsen in Britannien erfolgte bereits Jahrzehnte früher und vollzog sich nach Ansicht der neueren Forschung auch nicht in Form einer großen Invasion. Sachsenkönig Cerdic kam, sofern es ihn überhaupt gab, erst 495 nach Britannien, sein Sohn (evtl. Enkel) Cynric war 467 noch nicht geboren. Beide sind sicher nicht in der legendären Schlacht am Mons Badonicus gestorben.
Für die historischen Hintergründe wurden zwei Berater herangezogen: Der Engländer John Matthews, Autor von Werken zur keltischen Mythologie, trug zur archaischen Darstellung der piktisch-keltischen Bewohner Britanniens bei. In der englischen Version des Films werden die schottischen Pikten allerdings als Woads bezeichnet, nach dem engl. Namen für die Pflanze Färberwaid (Deutsches Indigo), mit dem sie sich angeblich zu tätowieren pflegten. Die Benutzung von Waid zur Tätowierung kann aber ausgeschlossen werden und ist nur auf einen Übersetzungsfehler von Caesars Text De Bello Gallico zurückzuführen. Der Regisseur Antoine Fuqua erklärte dazu, Woads hätte sich akustisch eben besser angehört als Picts.
Die im Film von den Pikten in der großen Schlacht gegen die Sachsen benutzten Trebuchet-Wurfmaschinen sind erst ab 1216 in England nachgewiesen. In einigen Szenen des Films sind moderne Schrauben erkennbar, die die Schwerter zusammenhalten. Viele der Waffen, so zum Beispiel die gezeigten Armbrüste, stammen tatsächlich aus dem Hochmittelalter. Die Uniformen und Waffen der römischen Soldaten im Film hingegen gehören eher ins 1. oder 2. Jahrhundert n. Chr., keinesfalls aber in die Spätantike.
Die US-Amerikanerin Linda A. Malcor, Autorin von populärwissenschaftlichen Artikeln zum römischen Offizier Lucius Artorius Castus sowie zu den Sarmaten in Britannien, lieferte Materialien für die Gestaltung der Rollen des Halbrömers Artorius und der südrussischen Reiter in römischen Diensten. Eine erhaltene Inschrift bezeugt, dass der historische Lucius Artorius Castus im 2. Jahrhundert lebte und für einige Jahre in Britannien der römischen Legion VI Victrix als praefectus angehörte. Die Filmfigur Arthur soll sein Sohn aus der Ehe mit einer Britannierin sein.
Die auch als Kataphrakten bekannten eisern-gepanzerten sarmatischen Lanzenreiter waren in gewisser Hinsicht tatsächlich die ersten „Ritter“ in Europa, Jahrhunderte vor dem Aufkommen des Rittertums im Mittelalter. Sie werden im Film als frühe Prototypen für die Ritter der Tafelrunde dargestellt. Diese Verbindung ist aber spekulativ, zumal der mittelalterliche Ritter weniger durch seine Rüstung als vielmehr durch seine Lebens- und Kampfweise definiert war, die von jener der antiken Sarmaten denkbar weit entfernt war. Die Angabe des Films, die Sarmaten hätten sich um 300 n. Chr. verpflichten müssen, den Römern Rekruten zu stellen, ist fiktiv. Gesichert ist allerdings, dass im 2. Jahrhundert sarmatische Reiterei in römischen Diensten in Britannien stationiert war.
Die Römer übernahmen von den Sarmaten oder von anderen östlichen Reitervölkern die lange Contus-Lanze sowie die Drachen-Standarte, die auch eine Rolle in den Legenden spielt: Artus und sein Vater Uther Pendragon (dragon = engl. „Drache“) führen in den Sagen solche Drachen-Standarten. Einige Hobbyhistoriker vermuten, dass der Drache im Wappen von Wessex, Wales und anderen britannischen Herrschaftshäusern auf die sarmatische Dracostandarte zurückzuführen sei. Ursprünglich hat dieses Feldzeichen mit seinen langen Bändern wohl dazu gedient, den berittenen Bogenschützen die Windrichtung und -stärke anzuzeigen. Im Film werden vor der großen Schlacht die wehenden Standarten der Ritter effektvoll auf einer Anhöhe platziert. Es wird auch korrekt gezeigt, dass die sarmatischen Reflexbögen eine größere Reichweite und Durchschlagskraft hatten als die Bögen der britischen Einheimischen.
Der wiederholt zu hörende sarmatische Ausruf von „Rus“ will die südrussischen Sarmaten als Namensgeber für Russland identifizieren. Diese sogenannte „Rukhs-as-Theorie“ wird aber allgemein abgelehnt, stattdessen gilt Rus als Bezeichnung für die späteren Wikinger der Kiewer Rus, die aus Skandinavien stammten.
Die Vorlage für die Filmfigur des Bischofs Naius Germanius war wohl Germanus von Auxerre (378–448), der Britannien im Jahr 429 und erneut in den 440ern besuchte, um den dortigen Pelagianismus zu bekämpfen. Letzterer betonte die Freiheit des Menschen und lehnte den Gedanken der Erbsünde als Glaubensbasis ab.
Die Darstellung der Pikten als „britannische Patrioten“ ist unpassend. Tatsächlich waren sie ein Volk der Schotten, das aus mehreren zum Teil zerstrittenen Stämmen bestand. Die Übergriffe und Plünderungen der Pikten gegen die keltisch-römische Zivilbevölkerung, die nach dem Abzug der Römer 410 nahezu schutzlos war, war gerade der Grund für die Anwesenheit der Sachsen und der ebenfalls germanischen Angeln. Diese befanden sich jedoch schon lange im südlichen Britannien, da sie von den Römern seit Mitte des 4. Jahrhunderts bewusst als Hilfstruppen eingesetzt wurden, um die langsam nach Süden vorrückenden Pikten aufzuhalten und zurückzudrängen. Erst nachdem dies geschehen war und die Römer auf kaiserlichen Befehl das Land verlassen hatten, waren die Sachsen das einzige verbliebene Militär und die ehemaligen „Gastarbeiter“ übernahmen überwiegend friedlich auch die politische Macht in Britannien. Dann erst folgte eine Einwanderungswelle mit Sachsen, Angeln, Friesen und Jüten. Die Vorstellung einer sächsischen Invasion und militärischen Unterwerfung Britanniens um 460 ist eine historische Fiktion. Die sporadischen Piratenangriffe um 300 wurden von den Römern zurückgeschlagen (siehe Sachsenküste). Erst danach begann in geringem Umfang eine Besiedlung Britanniens durch Sachsen unter römischer Kontrolle und Duldung, was Generationen später zum Einsatz von Sachsen im römischen Militärdienst führte. In der Chronica Gallica (452) wird berichtet, dass Britannien 441 an die (dort bereits lebenden) Sachsen gefallen ist.

## Kritiken
Das Lexikon des internationalen Films bewertete den Film als: „Melancholisch grundierte Abenteuer- und Heldengeschichte, die die historische Wahrheit über die keltische Sagengestalt Artus und seine Tafelritter ergründen will. Dabei entstand ein bildgewaltiger Actionfilm, dessen Handlungslinien auf mehrere ebenso kunstfertig wie brachial inszenierte Schlachten zulaufen, wobei die geschichtlich unbedarften Dialoge die siegreiche Partei ideologisch legitimieren wollen. Der Verzicht auf eine naturalistische Ausmalung der Schlachten erlaubt zwar eine Jugendfreigabe, raubt der historisierenden Schilderung aber jeden Anschein des Authentischen.“
Christina Tilmann vom Tagesspiegel meinte: „Das ist nicht die verfeinerte höfische Welt, die wir seit den Epen Chrétien de Troyes mit der Artus-Sage verbinden: eine Welt aus Tafelrunde, Minnedienst und Gralssuche, wo Zauberer und Hexen für Verwirrung sorgen. Jerry Zuckers Film ‚Der erste Ritter‘ von 1995 hat dieses Bild perfekt bedient, mit Richard Gere als Lancelot, der zeitlebens in unglücklicher Liebe zu seiner Königin Guinevere entbrannt ist. John Boorman hat 1981 mit Excalibur die wilde, magische Seite der Artus-Saga in einen brutalen Psychotrip verwandelt, Marion Zimmer Bradley die Story in Die Nebel von Avalon als feministische Weltverschwörung gelesen. Fuqua macht daraus, durchaus fesselnd, ein düsteres Winterstück aus barbarischen Zeiten. Keine Spur von Tafelrunde, Gral und Minne, auch die Liebe zwischen Guinevere und Lancelot, der Verrat an Artus kommen kaum vor.“
Bei Der Spiegel (online) schrieb Daniel Haas: „Diese Ritterrunde ist eine Special-Forces-Einheit, die ihren Job verrichtet. Ähnlich wie Brad Pitt in „Troja“ leihen sie einer übergeordneten Staatsräson ihren eisenharten Arm. Deshalb entfällt auch die erotische Dreiecksgeschichte zwischen Arthur, Guinevere und Lancelot; für das Drama um Treue, Verrat und Ritterethos, das die Sage ursprünglich umtrieb, bleibt keine Zeit. „King Arthur“ bebildert schlicht den Waffengang von Missionaren, unterbrochen von markigen Wortwechseln und einer Liebesszene, in der – wie originell – wissende Frauenhände die Landkarte vernarbter Männerkörper erkunden.“
Harald Peters von Der Tageszeitung urteilte: „Besonders beeindruckend ist der knapp geschnürte und aus Lederfransen geflochtene Bikini, den Keira Knightley als Guinevere spazieren trägt. Wer hätte jemals gedacht, dass es solch flotte Kleidungsstücke bereits in grauer Vorzeit gab. Schon deshalb sollte man die Leistungen des großen Künstlers und Regisseurs Antoine Fuqua nicht gering schätzen. Sein Auftrag lautete, die Artus-Sage neu zu deuten, und er lieferte einen Leder-Bikini als schönstes Resultat. […] Im Folgenden muss man sich den Film als eine Mischung aus Braveheart und Die glorreichen Sieben vorstellen, wobei die Kampfszenen immerhin schön ausgearbeitet sind. Dummerweise musste Fuqua aber die hübsch und aufwendig inszenierte Gewalt wieder aus dem Endprodukt rauskürzen, weil Produzent Jerry Bruckheimer von der Idee getrieben war, mit ‚King Arthur‘ den Erfolg von Fluch der Karibik zu wiederholen.“
Prisma.de kam zu dem Urteil: „Der Mythos der Artus-Saga einmal anders: Hier ist es nicht der edle Ritter des späten Mittelalters, sondern ein römischer Söldner – ihn gab es übrigens tatsächlich –, der sich von seinen Herren abwendet. Doch Spektakel-Produzent Jerry Bruckheimer hat hier seinem Regisseur Antoine Fuqua kräftig ins Geschäft geredet. Zwecks geringer Altersfreigabe wirken nun die Kampfszenen ebenso blutleer wie die meisten Figuren. Die Ansätze stimmen, doch die Umsetzung lässt über weite Strecken zu wünschen übrig und viele Ungereimheiten sind eher ärgerlich.“
Kino.de kritisierte: „Die Romanze Arthurs mit einer Rebellin (Keira Knightley schön verschlammt) wird mehr oder weniger verschenkt, genauso wie die Rivalität Arthurs und Lancelots nicht herausgearbeitet ist. Dass der Film funktioniert, verdankt er seinen rauhen Bildern und den Schauspielern. Sie verleihen ihren Charakteren mehr Aufmerksamkeit als sie eigentlich verdienen. Zumindest scheinen sie aber nicht aus der Zeit gefallen zu sein wie in manchen anderen Abenteuer Produktionen.“